# Castellengo
Castellengo è una frazione del comune di Cossato, in provincia di Biella.

## Storia e luoghi di interesse
A meno di un'ora da Torino e da Milano, a pochi minuti dall'uscita di Carisio sull'autostrada A4, si trova Castellengo (Castleng in piemontese), comune autonomo fino a cento anni fa ora frazione di Cossato alle porte del Riserva naturale delle Baragge, con una storia antichissima e conosciuto come uno dei luoghi più suggestivi e rilassanti delle colline sotto il Monte Rosa.
Questa particolare zona del Biellese coincide infatti con quella dell'antico feudo prima dei Bulgaro e dal '600 dei Frichignono di Castellengo che acquisirono l'imponente castello che si erge, immerso nel verde, su una piccola rocca, trasformandolo da fortezza a residenza signorile.
Il Castello di Castellengo è senza dubbio il simbolo di questo territorio e racchiude nelle sue mura tutta la storia e le radici delle tradizioni locali, che oggi sono più che mai riscoperte e valorizzate anche grazie alla recente ristrutturazione dell'area nobile e delle cantine.
Oggi infatti Castellengo è territorio rinomato per la produzione di vino Nebbiolo DOC Coste della Sesia, la cui produzione era già radicata nel ‘700 e che negli ultimi anni è stata valorizzata da diversi produttori locali, come Centovigne e Cascina Preziosa e il vignaiolo Giacomo Marchiori.
Nella parte bassa dell'abitato si trovano la piccola parrocchiale dei Santi Pietro e Paolo che offre al visitatore affreschi quattrocenteschi della scuola del De Bosis e la sede dell'Ecomuseo del Cossatese e delle Baragge, visitabile su prenotazione da giugno a ottobre e che racchiude molti tesori riguardanti la storia rurale del luogo.
Sparsi per le campagne incontaminate delle Baragge, ma vicine al Borgo storico si trovano altre chicche per il turismo enogastronomico come Cascina Bruera che produce salumi di qualità come per esempio la tradizionale Paletta biellese e l’Agriturismo Cascina Foresto che oltre ad offrire ospitalità in otto camere prepara ottime cene di Cucina piemontese, servite sotto un meraviglioso portico, un tempo sede di un maestoso torchio usato per la pressatura delle vinacce dopo la vendemmia.
Castellengo si raggiunge facilmente in auto ma si scopre a piedi o in bicicletta: attività di e-biking e trekking sono fruibili anche grazie alla guida escursionistica Il Macchie che conosce ogni angolo della Riserva naturale delle Baragge circostante e accompagna alla scoperta di scorci paesaggistici incredibili sia nel parco che nel letto del Cervo (torrente) che scorre sotto il Castello dopo aver attraversato la Città di Biella e la meravigliosa vallata soprastante tutta da visitare lontano dal traffico cittadino.